# Читта
 Чи́тта  (санскр. चित्त, IAST: citta – «мышление», «ум», «сознание», а также «ощущение», «желание», «сердце») — понятие индийской, в том числе буддийской, философии и психологии, относящееся к совокупности психических проявлений индивида; комплекс индивидуального сознания; состояние ума. Иногда выступает синонимом манаса (ментальности, рассудка) и виджняны (распознавания). Однако, если манас специально определён как координатор способностей восприятия и действия (индрий) и «орган» рационального мышления, а виджняна сопоставляется с «различительным познанием», то читта имеет более обобщённый характер, включая в себя эмоции и память.
В доктрине йоги читта соответствует буддхи, или махату (высшему интеллекту) школы санкхья, однако рассматривается и шире, как аналог антахкараны, то есть всего внутреннего психического инструмента, объединяющего буддхи, ахамкару (самосознание, чувство «эго») и манас. Читта, как и антахкарана, сама по себе лишена сознательности, подобно всем видоизменениям Пракрити (первичной субстанции). Она лишь «отражает» свет абсолютного «Верховного Я» — Пуруши, приобретая тем самым иллюзию собственного сознания. Модификации читты (читта-вритти) — истинное познание (прамана), ложное познание (випарьяя), «знание слов» (викальпа), сон (нидра) и память (смрити). Цель йоги — прекращение «колебаний» читты.
Веданта понимает читту как модус внутреннего органа (антахкараны), соответствующий вниманию и сосредоточенности.
Таким образом, в целом можно сказать, что читта — это отражение в обусловленном модусе необусловленного абсолютного принципа сознания (чит), принимающее формы различных состояний и функций психики.
В буддизме читта (тиб. sems) также является собирательным обозначением ума, сознания. «Читта» в узком смысле означает «мысль». В широком смысле — общий термин для обозначения психики вообще, включая сознание, ум, мысль, намерение, волю, а также бессознательное. Согласно буддийской доктрине, отношения, эмоции, желания, ненависть, аффективные реакции индивида порождаются не внешними объектами, а психикой, которая динамична, бессубстанциональна и представляет собой поток (сантана) элементарных состояний (дхарм). По отношению к этому потоку употребляется термин «читта-сантана» — «континуум (или поток) мысли», «непрерывность сознания» (тиб. sems rgyud). Одно из наименований школы йогачара, признающей сознание единственной реальностью, — читта-матра («только ум»).
В отличие от брахманистской доктрины абсолютного Брахмана как первопричины всего, буддийское учение о зависимом возникновении (пратитья-самутпада) утверждает, что нет ни абсолютных причин, ни абсолютных следствий: любая причина является одновременно следствием, и любое следствие является в свою очередь причиной. Психика — не исключение. Так условием возникновения психо-телесного комплекса (нама-рупа) является «сознание» (виджняна), условием возникновения виджняны являются кармические формирующие факторы (самскара), условием возникновения формирующих факторов является невежество (авидья). Психо-телесный комплекс в свою очередь является условием для возникновения шести чувственных сфер (шад аятана: зрения, слуха, обоняния, осязания, вкуса, ума). И так далее (см. Двенадцатичленная формула бытия).